# Руис Лоренте, Хоакин
Хоаки́н Ру́ис Лоре́нте (исп. Joaquín Ruiz Lorente; род. 14 апреля 1966, Сарагоса) — испанский баскетболист, выступавший на профессиональном уровне в период 1983—2002 годов. Играл на позиции разыгрывающего защитника в таких испанских клубах как «Сарагоса», «Гран-Канария», «Уникаха», «Валенсия», «Пеньяс Уэска», «Кантабрия» и «Бреоган».
Также известен как тренер и менеджер по баскетболу. В качестве главного тренера возглавлял «Сарагосу», руководил национальной сборной Панамы и китайской командой «Ляонин Флаин Леопардс».

## Биография
Хоакин Руис Лоренте родился 14 апреля 1966 года в Сарагосе.

### Карьера игрока
Начинал профессиональную карьеру в 1983 году в местной одноимённой баскетбольной команде «Сарагоса», где фактически отыграл восемь лет — лишь в сезоне 1986/87 ненадолго переходил в «Гран-Канарию». В составе «Сарагосы» в 1984 и 1990 годах дважды выигрывал Кубок короля, второй по значимости баскетбольный трофей Испании.
В 1991 году покинул «Сарагосу» и затем ещё более десяти лет выступал в высшей лиге испанского чемпионата в различных других командах, таких как «Уникаха», «Валенсия», «Пеньяс Уэска», «Кантабрия» и «Бреоган». Завершил карьеру игрока в 2002 году, в общей сложности отыграв в лиге 18 сезонов и проведя 453 матча.

### Тренерская карьера
После завершения спортивной карьеры Руис Лоренте занялся тренерской деятельностью, работал тренером в Испанской федерации баскетбола, а в 2010 году стал помощником тренера Хосе Луиса Абоса в «Сарагосе». Когда в 2014 году из-за тяжёлой болезни Абос вынужден был оставить свой пост, Руиса Лоренте назначили главным тренером команды. Тем не менее, в ноябре 2015 года в связи с неудачным стартом сезона он был уволен.
В 2016 году Хоакин Руис Лоренте возглавил мужскую национальную сборную Панамы, а чуть позже также занял должность главного тренера китайского клуба «Ляонин Флаин Леопардс», выступающего в Китайской баскетбольной ассоциации.